# Anolis garridoi
Espèce
Anolis garridoi est une espèce de sauriens de la famille des Dactyloidae. 

## Répartition
Cette espèce est endémique de Cuba. Elle se rencontre dans la Sierra de Trinidad.

## Étymologie
Cette espèce est nommée en l'honneur de Orlando H. Garrido.

## Publication originale
- Díaz, Estrada & Moreno, 1996 : A new species of Anolis (Sauria: Iguanidae) from the Sierra de Trinidad, Sancti Spiritus, Cuba. Caribbean Journal of Science, vol. 32, no 1, p. 54-58 (texte intégral).